# White-Pool House

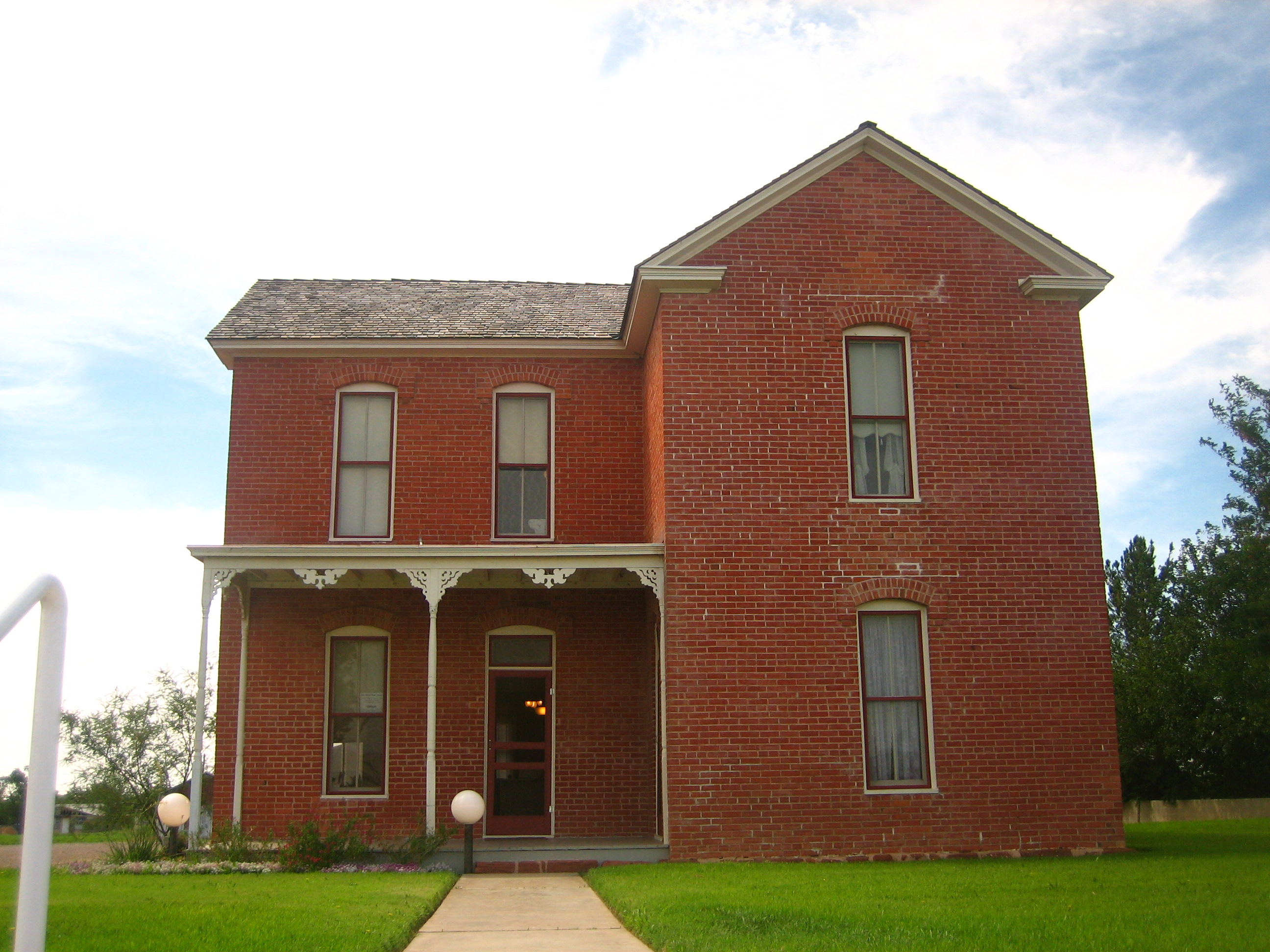
Das White-Pool House ist das älteste noch bestehende Bauwerk Odessas.

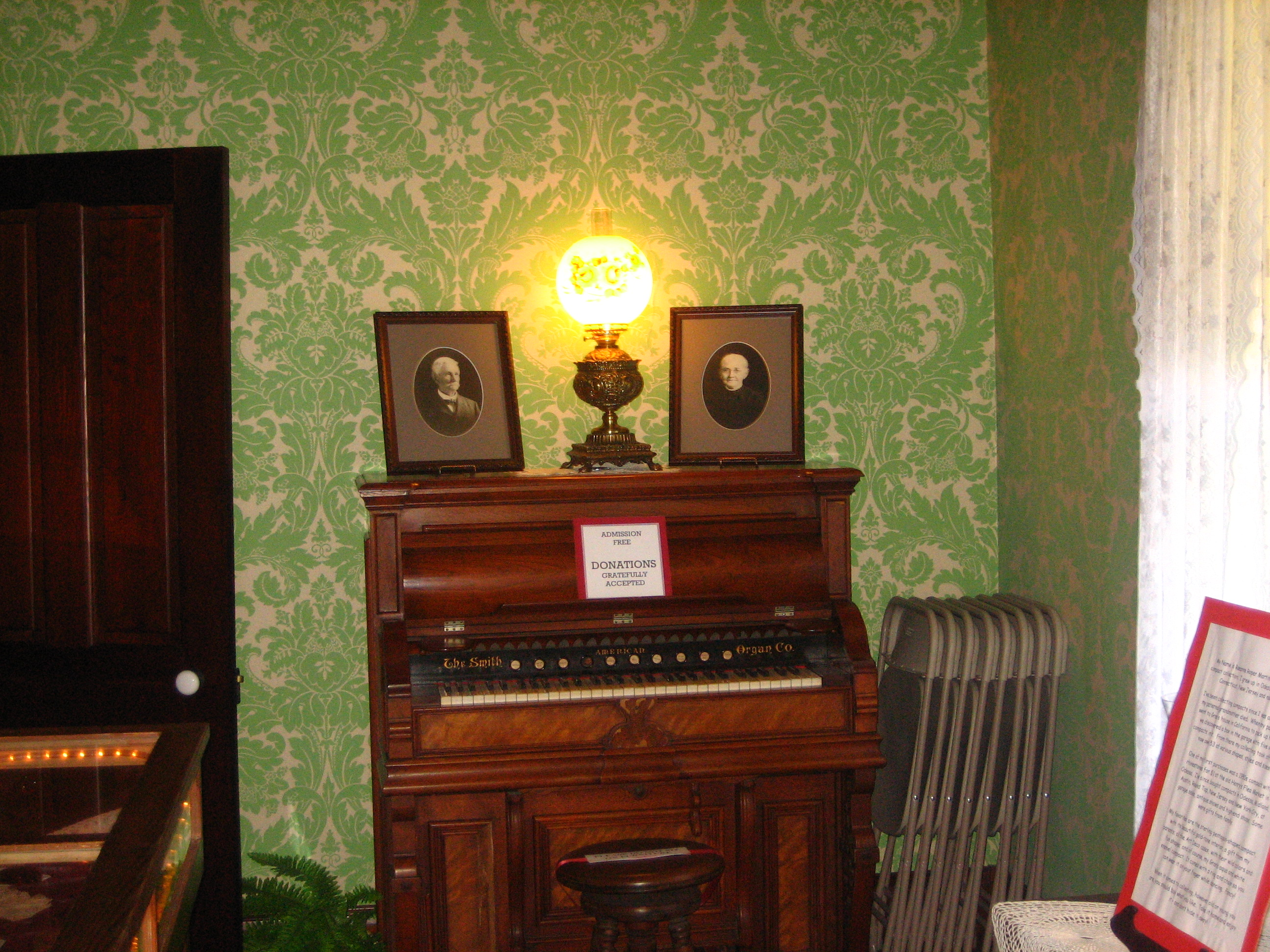
Restaurierte Orgel

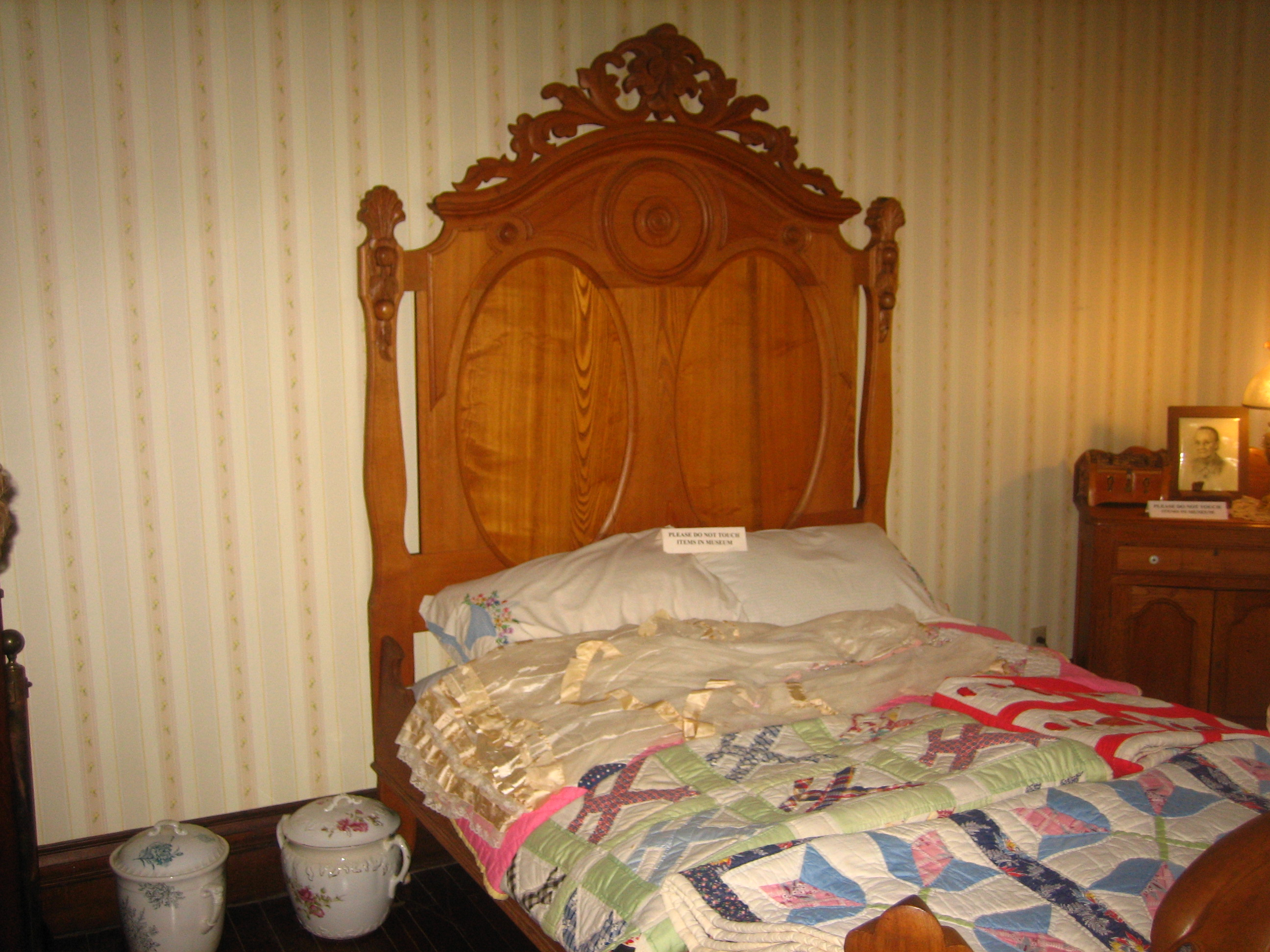
Schlafzimmer im White-Pool House

Das White-Pool House ist ein historisches Bauwerk in Odessa, Texas. Es ist im National Register of Historic Places eingetragen und seit 1984 der Öffentlichkeit zugänglich. Ein großer Teil der Innenausstattung ist original. In dem Haus finden Wechselausstellungen statt.
Das zweistöckige Backsteingebäude befindet sich östlich des Zentrums von Odessa, 112 East Murphy Street. Charles White ließ es 1887 erbauen, 1923 erwarb es Oso Pool; es ist das älteste noch bestehende Bauwerk in der Stadt.
Die Räume im White-Pool House spiegeln zwei signifikante Perioden der lokalen Geschichte wider. Zum einen die 1880er Jahre, in denen das Haus während der Pionierzeit gebaut und von der Familie White bezogen wurde und zum anderen die 1930er Jahre, als das Gebäude während des Ölbooms das Wohnhaus der Pool-Familie war. Auf der Rückseite des Hauses befinden sich eine Windmühle, eine Scheune und weitere Farmgebäude sowie ein aus handbehauenen Blöcken gebautes Toilettenhäuschen, das aus der Zeit der Erbauung des Haupthauses stammt. In der Scheune werden dauerhaft von Pferden gezogene landwirtschaftliche Geräte ausgestellt.

## Die Ära White
Charles White, seine Frau Lucy und die beiden Söhne Wilfred und Herbert kamen aus Indiana nach Odessa, dem Sitz des Ector County und gehörten zur Glaubensgemeinschaft der Quäker.
Lucy hatte eine angeschlagene Gesundheit und war genötigt, in einem trockenen Klima zu leben. Der Weizenhandel ihres Ehemannes in Indiana war aufgrund des wirtschaftlichen Drucks in den Jahrzehnten nach dem Sezessionskrieg pleitegegangen. Die Eisenbahngesellschaft verkaufte Land im Ector County, weswegen die Whites nach Odessa kamen, um hier eine neue Existenz zu beginnen. Charles and Wilfred betrieben einen Handel des täglichen Bedarfs an der Kreuzung von Third und North Grant Street. Charles pflanzte außerdem einen Obstgarten mit Pfirsichen und Aprikosen an. Die Windmühle bildete das Herz des Bewässerungssystems. Er baute auch Sorghumhirsen, Baumwolle und Gemüse an.
White kaufte für 870 US-Dollar ein Grundstück in der Nähe der Eisenbahngleise und baut das Wohnhaus im Viktorianischen Stil. 1890 wurde Wilfred White zum erst zweiten Postmeister Odessas ernannt, und ein Jahr später wählten ihn die Bürger zum Aufsichtsbeamten des Countys.
Charles White starb am 14. Juni 1905.  Nach dem Tod von Charles siedelten Lucy und Herbert White nach Mineral Wells im Palo Pinto County im Osten von Texas um.

## Die Ära Pool
Nachdem Lucy und Herbert White weggezogen waren, verkaufte Wilfred das Haus. Es wechselte mehrfach den Besitzer, bis es schließlich 1923 von Oso Pool erworben wurde.
Vier Jahre später, 1927, wurde Petroleum im Permian Basin entdeckt, und der stetige Zuzug von Zuwanderern nach Odessa führte zu einem Wohnungsmangel. Pool baute das Haus deswegen in ein Appartementhaus mit fünf Wohnungen um, wobei zusätzliche Badezimmer hinzugefügt und die Räume geteilt wurden. Pool lebte im Erdgeschoss und vermietete die Räumlichkeiten im Obergeschoss. Im Laufe der nächsten fünfzig Jahre wurde das Haus zwischen Familienmitgliedern weitergegeben, doch sein allgemeiner Zustand wurde schlechter.
Schließlich überließ Pool das Haus und sechs Acre Land am 12. Juni 1978 dem Ector County unter der Bedingung der Erhaltung. Es wurde zwischen 1979 und 1984 restauriert und 1986 wurde die gemeinnützige Organisation White-Pool House Friends gegründet, um die Erhaltung des historischen Vermächtnisses des Hauses zu finanzieren.